# Podocarpus glomeratus
Podocarpus glomeratus — вид хвойних рослин родини подокарпових.

## Поширення, екологія
Країни поширення: Болівія, Еквадор; Перу. P. glomeratus є одним з видів високих Анд, що росте від високогірських до субальпійських лісів та рідколісь або чагарників, на висотах від 1800 м над рівнем моря (але, як правило, не нижче 2500 м) до 3600 м або, можливо, вище. Над 3000 м цей вид карликовий і чагарниковий; нижче є складовою частиною тропічного лісу, багатого епіфітами, особливо мохами та лишайниками. Ліси сильно фрагментовані.

## Використання
Деревина цього виду локально експлуатується для виготовлення меблів і шаф, невеликі й більш криві стовбури і гілки на дрова.

## Загрози та охорона
Експлуатація на деревину, перетворення лісів для ведення сільського господарства (особливо для вирощування картоплі), швидше за все, зробили принаймні, більш великі екземпляри рідшими, ніж вони були б, природно. Цей вид не був записаний з будь-яких охоронних територій ще.